# Euan Burton
Euan Burton [Juen Bartn], (* 31. březen 1979 Ascot, Spojené království) je reprezentant Spojeného království v judu.

## Sportovní kariéra
Burton patřil k výsledkově stabilním zástupcům evropského juda. Jeho největší předností byl silný pravý úchop a boj na zemi. Po technické stránce se řadil k slabému průměru. Pokud techniku silou neurval tak z postoje prakticky neskóroval.
Rok 2007 se mu výsledkově vydařil a zároveň se třetím místem z mistrovství světa kvalifikoval na olympijské hry v Pekingu. Na mistrovství Evropy v roce 2008 sice vypadl v prvním kole, ale na prestižním pařížském turnaji bral 3. místo. V prvním a druhém kole olympijské turnaje porazil na zemi své soupeře a ve čtvrtfinále se utkal s Ukrajincem Honťukem. Ukrajincovy strhy mu dělaly velké problémy a na konci měl méně bodů na svém kontě. V opravách potom nestačil na Brazilce Camila, který ho krásně hodil učimatou. Obsadil 7. místo.
Olympijské hry v roce 2012 hostila jeho rodná země a účast měl víceméně jistou. I když nutno dodat, že bodů v žebříčku IFJ měl dostatek aby se kvalifikoval. V prvním kole se utkal s Kanaďanem Valois-Fortierem, který ho ve druhé minutě poslal technikou joko-otoši na ippon. Medaili před domácím publikem tak nezískal.

## Výsledky
| Turnaj             | 2002 | 2003 | 2004 | 2005 | 2006 | 2007 | 2008 | 2009 | 2010 | 2011 | 2012 |
| ------------------ | ---- | ---- | ---- | ---- | ---- | ---- | ---- | ---- | ---- | ---- | ---- |
| Olympijské hry     | -    | -    | dns  | -    | -    | -    | 7.   | -    | -    | -    | úč.  |
| Mistrovství světa  | -    | úč.  | -    | úč.  | -    | 3.   | -    | úč.  | 3.   | úč.  | -    |
| Mistrovství Evropy | úč.  | úč.  | 5.   | 3.   | úč.  | 3.   | úč.  | úč.  | 3.   | úč.  | úč   |